# Ana María Iza
Ana María Iza (* 1941 in Quito; † 2016) war eine ecuadorianische Lyrikerin und Hörfunkjournalistin.

## Leben
Iza studierte Kommunikationswissenschaft, besuchte das Conservatorio Nacional de Música und arbeitete als Hörfunkjournalistin. Ihre Gedichte erschienen in zahlreichen Anthologien und in eigenen Gedichtbänden. Ausgezeichnet wurde sie u. a. viermal – 1967, 1974, 1984 und 1995 – mit dem von der Zeitung El Universo vergebenen Premio Nacional de Poesía "Ismael Pérez Pazmiño" und mit dem Premio único (2003). Sie wurde von Gustavo Saravi für die Galería de poetas americanas in Argentinien ausgewählt und war eine von sechs ecuadorianischen Lyrikern, deren Gedichte in die Sammlung Young poetry of the American der Unión Panamericana in Washington aufgenommen wurden. Sie wurde 2015 beim Encuentro Internacional de Poetas „Paralelo Cero“ geehrt und 2016 mit einer Medaille der Nationalversammlung von Ecuador ausgezeichnet.

## Werke
in Anthologien
- Jorgenrique Adoum: Poesía Viva del Ecuador
- Ricardo Gullón: Diccionario de literatura española e hispanoamericana
- Hernán Rodríguez Castelo: Joyas de literatura ecuatoriana
- Ernesto Proaño: Literatura Ecuatoriana
- Rodrigo Pesantez Rodas: Antología cósmica del Ecuador
- Alicia Caviedes, Tedd Mayer: Between the silence of de voices
- Sergio Núñez: Los cien mejores poemas ecuatorianos
- Jorge Boccanera: Palabra de mujer
- Poetas de la emoción
- Xavier Oquendo Troncoso: Antología de la poesía contemporánea del Ecuador: De César Dávila a nuestros días

Gedichtbände
- Pedazo de nada (1961)
- Lírica Hispana (1963)
- Los cajones del insomnio (1967)
- Puertas inútiles (1968)
- Heredarás el viento (1974)
- Fiel al humo (1986)
- Reflejo del sol sobre las piedras (1987)
- Papeles asustados (1994)
- Herrumbre persistente (1995)
- Papeles asustados (2005)
- Poesía Junta (2009)
- Mi corazón contra las piedras (2015)